# Michel Barnier
Michel Barnier (La Tronche, 9 de gener de 1951) és un polític francès, primer ministre de França del 5 de setembre al 13 de desembre de 2024. Anteriorment, fou membre de la Comissió Prodi, ha estat diverses vegades ministre al seu país i ha sigut el principal negociador de la Unió Europea responsable de liderar les negociacions sobre el Brèxit, i va dirigir després el grup de treball format per finalitzar-les i negociar futures relacions amb el Regne Unit.

## Biografia
Va néixer el 9 de gener de 1951 a La Tronche (Delfinat), població pertanyent administrativament al departament d'Isèra. Va estudiar a l'Escola Superior de Comerç de París, on es graduà el 1972.
Membre del partit polític conservador Reagrupament per la República (RPR) inicià la seva activitat política l'any 1973, en el qual fou escollit Conseller General del Departament de Savoia, esdevenint el seu president entre 1982 i 1999. En aquest càrrec fou un dels principals responsables de tirar endavant el projecte, i posteriorment el desenvolupament, dels Jocs Olímpics d'Hivern de 1992 a Albertville juntament amb Jean-Claude Killy.
El 1978 fou elegit diputat a l'Assemblea Nacional Francesa per la Savoia, escó que abandonà el 1993 per esdevenir ministre de Medi Ambient en el govern d'Édouard Balladur, càrrec que va mantenir fins al 1995, quan fou elegit senador al Senat francès. Durant el seu mandat va aprovar, entre altres coses, la llei Barnier, que va incloure sobretot la creació de la Comissió Nacional de Debat Públic per a grans projectes d'infraestructures i va establir el principi de precaució, i una taxa ecològica per tal d'implicar els viatgers del transport marítim en la protecció legal dels espais naturals que va donar pas al Pla Loire Grandeur Nature (PLGN), adoptat pel comitè interministerial del 4 de gener de 1994.
No va exercir de senador en ser nomenat ministre delegat d'Afers Europeus pel nou primer ministre de França Alain Juppé, càrrec que va mantenir fins al juny de 1997, i des del qual fou el delegat francès en la signatura del Tractat d'Amsterdam.
El setembre de 1999 fou nomenat membre de la Comissió Prodi, en la qual fou nomenat Comissari Europeu de Política Regional, càrrec que va mantenir fins al març de 2004, sent substituït per Jacques Barrot, i pel qual fou membre de la Convenció sobre l'avenir d'Europa. Abandonà la Comissió per esdevenir ministre d'Afers Exteriors de França sota el govern de Jean-Pierre Raffarin en nom de la Unió pel Moviment Popular (UMP), càrrec que va mantenir fins al juny de 2005.
El març de 2006 fou nomenat vicepresident del Partit Popular Europeu (PPE), i el juny de 2007 ministre d'Agricultura i Pesca per part del nou govern dirigit per François Fillon. Entre 2010 i 2014 fou Comissari Europeu del Mercat Interior i Serveis de la Comissió Barroso. El 17 d'octubre de 2019, amb la proximitat de la Sortida del Regne Unit de la Unió Europea, va ser nomenat per un any representant de la UE responsable de la futura relació amb el Regne Unit.
El maig de 2021 va publicar "La grande illusion. Journal secret du Brexit" (Gallimard), on recull les seves experiències com a negociador.

## Primer ministre de França
L'ascens de Reagrupament Nacional (RN) a les eleccions al Parlament Europeu de 2024 va provocar que el President Emmanuel Macron dissolgués l'Assemblea Nacional convocant eleccions legislatives anticipades el 30 de juny i 7 de juliol de 2024. Els 577 escons de l'assemblea van quedar repartits en tres blocs de mida similar per al RN, Nou Front Popular (NFP) i Junts.
El 5 de setembre de 2024, el president Emmanuel Macron el nomenà com a primer ministre de França en substitució de Gabriel Attal, que formà un govern de coalició de Junts i Els Republicans, i el 4 de desembre es va enfrontar a sengles mocions de censura de RN i NFP en no poder aprovar la proposta de pressupostos de 2025, i el seu govern va caure quan la moció de censura va obtenir 331 vots a favor, molt per sobre dels 288 que necessitava per provocar la dimissió del govern.

## Honors
Orde Olímpic d'or
Oficial de la Legió d'Honor